# Tebulosmta
Tebulosmta (georgiska: თებულოსმთა; ryska: Тебулосмта) är ett berg på gränsen mellan nordöstra Georgien och Ryssland. Toppen på Tebulosmta är 4 492 meter över havet.